# Minos (pseudo-Platon)
Pour les articles homonymes, voir Minos (homonymie).
Minos (en grec ancien Μίνως) est le titre d’un dialogue de Platon, d’authenticité douteuse, de genre Politique.
Ce dialogue est supposé être une introduction aux Lois de Platon, tout comme l’Épinomis semble y offrir une conclusion ou un complément d’informations. 

## Les personnages
Principaux
- Socrate
- Un disciple

## Personnages évoqués
De nombreuses références aux mythes sont présentes : 
- Athamas
- Lycaon
- Phrynichos le Tragique
- Talos
- Rhadamanthe
- Ulysse

## Citations homériques
- « Et dans la descente aux enfers de l’Odyssée »[1].
- « Entre elles est Cnossos, la grande ville, où Minos régna neuf ans dans le commerce du grand Zeus »[2]
- En 321c, un bref passage du Minos fait référence à la formule « pasteur des peuples » de l’Iliade[3]

## Le dialogue

### Prologue
Socrate et un disciple discutent des lois : ce qui fait décider et adopter les lois.

### Dialogue
Selon le disciple, ce qui fait décider et adopter les lois, c’est l’historique et le territoire du site sur lequel se trouve la ville. Selon Socrate, la loi est une opinion partagée par tous, reconnue comme telle, quelle que soit sa forme définitive. Socrate défend que l'opinion n'est pas sans importance, parce qu'elle doit découler d'une découverte de ce qui est.

### Authenticité
Aristophane de Byzance, directeur de la Bibliothèque d'Alexandrie à partir de -194, le considère authentique, il est encore considéré comme tel au moins jusqu'à Proclus. Selon l’historien George Grote et le philosophe Leo Strauss, le dialogue défend une position politique fondée sur le droit naturel.